# مایکل آر. آناستازیو
مایکل آر. آناستازیو (انگلیسی: Michael R. Anastasio؛ زاده ۶ مارس ۱۹۴۸) یک فیزیک‌دان و نوازنده ویلونسل اهل ایالات متحده آمریکا است.